# Дервиш Мехмед-паша
Бошня́к Дерви́ш Мехме́д-паша́ (тур. Boşnak Derviş Mehmed Paşa; ум. 11 декабря 1606) — великий визирь Османской империи.

## Биография
Мехмед-паша родился на территории Боснийского санджака в бедной семье, отсюда и оба его прозвища — «Бошняк» (босниец) и «Дервиш» (бедняк). Будучи ребёнком Дервиш попал в столицу Османской империи по девширме и был определён в янычарский корпус. Он быстро продвигался по карьерной лестнице и вскоре дослужился до должности бостанджибаши.
Мехмед-паша был близок с султаном Ахмедом I, у которого был воспитателем в бытность его шехзаде. Когда в 1603 году Ахмед взошёл на османский трон, он назначил Дервиша хранителем султанских покоев, а позднее капудан-пашой. В этот период мать Ахмеда Хандан-султан, испытывавшая недоверие к Мехмеду-паше, пыталась повлиять на сына и лишить таким образом Дервиша благоволения султана. Однако добиться желаемого Хандан не удалось: она умерла в ноябре 1605 года, после чего влияние Дервиша-паши на молодого султана только усилилось.
В конце 1605—начале 1606 года между Дервишем и великим визирем Соколлузаде Лалой Мехмедом-пашой разгорелся конфликт, в ходе которого Дервиш убедил султана отправить против Джелали армию во главе с кузеном Мехмеда-паши. Сам Соколлузаде Лала Мехмед-паша, возражавший против решения Ахмеда I, перенёс инсульт и умер 21 июня 1606 года. Смерть Соколлузаде принесла Дервишу высочайший пост государства.
Став новым великим визирем Дервиш-паша взялся за исполнение задач, которыми не желал заниматься его предшественник. Так, он лично участвовал в подавлении восстания Джелали. Он также отправил в отставку шейх-уль-ислама Сунуллаха-эфенди, который пытался раскрыть султану глаза на реакцию народа на деятельность Дервиша. В декабре 1606 года Ахмеду донесли, что Дервиш готовит заговор с целью свержения и убийства султана. 11 декабря 1606 года на заседании совета дивана Дервиш-паша был казнён по приказу султана. Тело казнённого было захоронено в Ускюдаре.

## Киновоплощения
В турецком телесериале «Великолепный век. Империя Кёсем» роль Дервиша-паши исполнил Мехмет Куртулуш.